# 今歸仁城

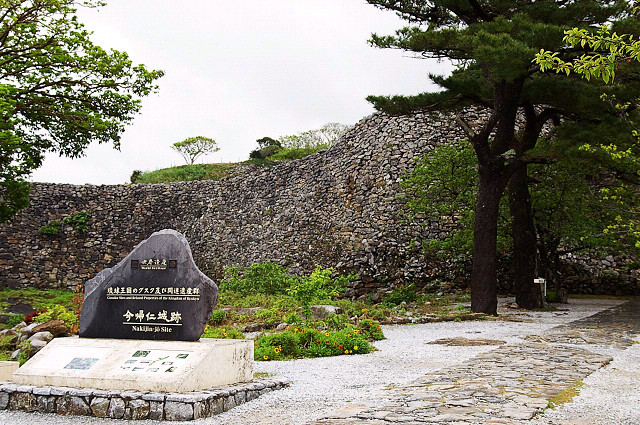
今帰仁城跡入口

26°41′27″N 127°55′49″E / 26.69083°N 127.93028°E
今歸仁城（琉球語：／ ），別名北山城（琉球語：／ ）是位于沖繩縣今歸仁村的城堡遺跡。為14世紀琉球王國三山時代中的三山之一北山王的居城。為日本指定史跡。

## 概要
在城內發現了大量中國和東南亞生產的陶瓷器物，從中可看出該城昔日的繁榮。在北山國滅亡後仍然是統治北山地區的要地。在1609年萨摩藩侵略琉球的時候，該城為最重要的攻擊目標。今歸仁城于1972年（昭和47年）5月15日被指定為國家史跡。2000年11月與首里城等以琉球王國的城堡以及相關遺產群的名義共同列入世界遺產名錄。

## 城域
南北長350米，東西寬800米，面積37000平方米。為沖繩縣最大級別的城堡。

## 關聯條目
- 北山王國
- 北山監守
- 日本城堡列表
- 日本史跡列表
- 日本世界遺產
- 日本100名城

## 脚注
1. http://ryukyu-lang.lib.u-ryukyu.ac.jp/srnh/details.php?ID=SN40285

## 外部連結
- （日語）
- （日語）  （页面存档备份，存于）
- （日語）  （页面存档备份，存于）
- OpenStreetMap上有關218648052  今歸仁城的地理